# Karen Morley
Karen Morley (nacida Mildred Linton; Ottumwa, Iowa; 12 de diciembre de 1909 - 8 de marzo de 2003) fue una actriz cinematográfica estadounidense.
Llegó al estrellato con películas en Hollywood a principios de los años 1930, destacando Mata Hari (1931), Scarface (Scarface, el terror del hampa) (1932), The Phantom of Crestwood (1932), Arsene Lupin (1933), Dinner at Eight (Cena a las ocho) (1933) y Más fuerte que el orgullo (1940).
Vivió en su ciudad natal hasta los trece años. Cuando llegó a Hollywood, estudió en la Hollywood High School. Posteriormente también estudió y se graduó en la UCLA. 
Fue descubierta por Clarence Brown, director de numerosas películas de Greta Garbo, que le dio la oportunidad de hacer una prueba para la película Inspiration. 

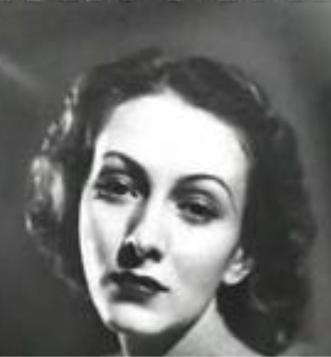
Escena de Cena a las ocho (1933).

Consiguió un contrato a largo plazo con MGM gracias en parte a su rica voz y la inteligencia con la que había llevado sus proyectos cinematográficos. Además, Karen ambicionaba dirigir obras en el futuro. 
La gran oportunidad de la actriz llegó cuando el productor Howard Hughes la seleccionó para actuar en Scarface (Scarface, el terror del hampa) (1932). Tras su papel en Mata Hari con Greta Garbo, trabajó con John Barrymore en Arsene Lupin y en Dinner at Eight (Cena a las ocho), con Jean Harlow. 
En 1934, Morley abandonó MGM por diferencias sobre sus papeles y a causa de su vida privada. Su primer film posterior a MGM fue Our Daily Bread (El pan nuestro de cada día) (1934), dirigido por King Vidor. Continuó trabajando sin ataduras con ningún estudio en particular, actuando en la película de Michael Curtiz Black Fury (El infierno negro), y en The Littlest Rebel, con Shirley Temple. Sin embargo, la independencia de los estudios no favorecía la búsqueda de nuevos papeles, por lo que a partir de 1939 las actuaciones de Morley fueron escasas.
Su carrera llegó a su final en 1947, cuando testificó ante el Comité de Actividades Antiamericanas y se negó a contestar a preguntas sobre su presunta pertenencia al Partido Comunista de los Estados Unidos. Mantuvo su activismo político durante el resto de su vida. Tras ser incluida en la lista negra de Hollywood por los jefes de los estudios, ya nunca fue capaz de reconstruir su carrera. En 1954 se presentó sin éxito al cargo de asistente del gobernador de Nueva York por el American Labor Party.
Morley estuvo casada con el director Charles Vidor entre 1932 y 1943. Vidor fue uno de los más codiciados directores de la productora RKO. La pareja se conoció en el plató de Man About Town, una película de Warner Baxter. Karen tenía el papel femenino principal y Vidor era codirector. Vidor y Morley tuvieron un hijo, Michael Karoly, nacido en 1933. En 1943 se casó con el actor Lloyd Gough, con el cual permaneció casada hasta el fallecimiento de él en 1984. Al final de su vida, Morley se trasladó al área de la bahía de San Francisco (California). En diciembre de 1999, a los 90 años, apareció en la revista Vanity Fair en un artículo sobre supervivientes de la lista negra. 
Falleció a causa de una neumonía en Woodland Hills (Los Ángeles), California, a los 93 años.